# Aparelho (náutica)
Aparelho é o nome genérico empregue em náutica para se referir ao conjunto do equipamento necessário à propulsão de um veleiro. A característica comum é estarem no/ou acima do convés.
O aparelho é assim composto pelo:
- Mastro
- Massame - cabos que prendem os mastros e os mastaréus às mesas de guarnição
- Poleame -  o conjunto das peças destinadas à passagem ou ao retorno de cabos
- Velame - é o conjunto de todas as velas existentes a bordo de uma embarcação

## Tipos do aparelho
Segundo a sua utilização o aparelho é dividido em:
- Aparelho fixo relacionado com o massame fixo
- Aparelho de labor relacionado com o massame de laborar

### Aparelho fixo
O aparelho fixo ou aparelho morto - que utiliza o massame fixo -  compreende o cunjunto do material fixo que ajuda a navegação como: mastro, pau de spi, estai e contra-estai, burro, brandal.
No interior do aparelho fixo ainda se pode distinguir o dedicado às  :
- manobras correntes, como cabos, escotas, etc,
- manobras fixas, como estai, brandal, enxárcia, etc.

#### Manobra corrente
A manobras correntes é o conjunto da cordame (cordoalha) que serve para manobrar as velas, e que tem nomes próprios como:
- adriça - cabos que servem tanto para içar como amainar as velas;
- escotas e amuras - cabos fixos à retranca ou ao punho da escotas através da qual se controla a abertura da vela;
- amantilho - cabo que serve a reter a retranca quando não ela não o está   pela vela;
- burro - serve a manter  a retranca na horizontal, e é o contrário do amantilho.

#### Manobra fixa
A manobras fixas é constituído pelo cordame que serve a fixar a mastreação e resta imóvel uma vez usado para o fim a que foi destinado como é o caso do estai, brandal, enxárcia, etc.

### Aparelho de labor
O aparelho de labor - que utiliza o massame de labor - é formado pela parte móvel e que trabalha (labor) como: retranca, molinete (winch), pau de spi, escotas, etc.

## Tipos de aparelhos
O aparelho é tão variado como o tipo de embarcação a que se destina pois pode ir do monotipo ligeiro do Laser ao dos grandes sete mastros.

### Dois Mastros
Os exemplos de dois mastros mais comuns são : o  Brigue com velas quadradas, a Escuna com o mastro de mezena maior que o de vante, o   Ketch que é o inverso da Escuna.

#### Galeria de Dois Mastros

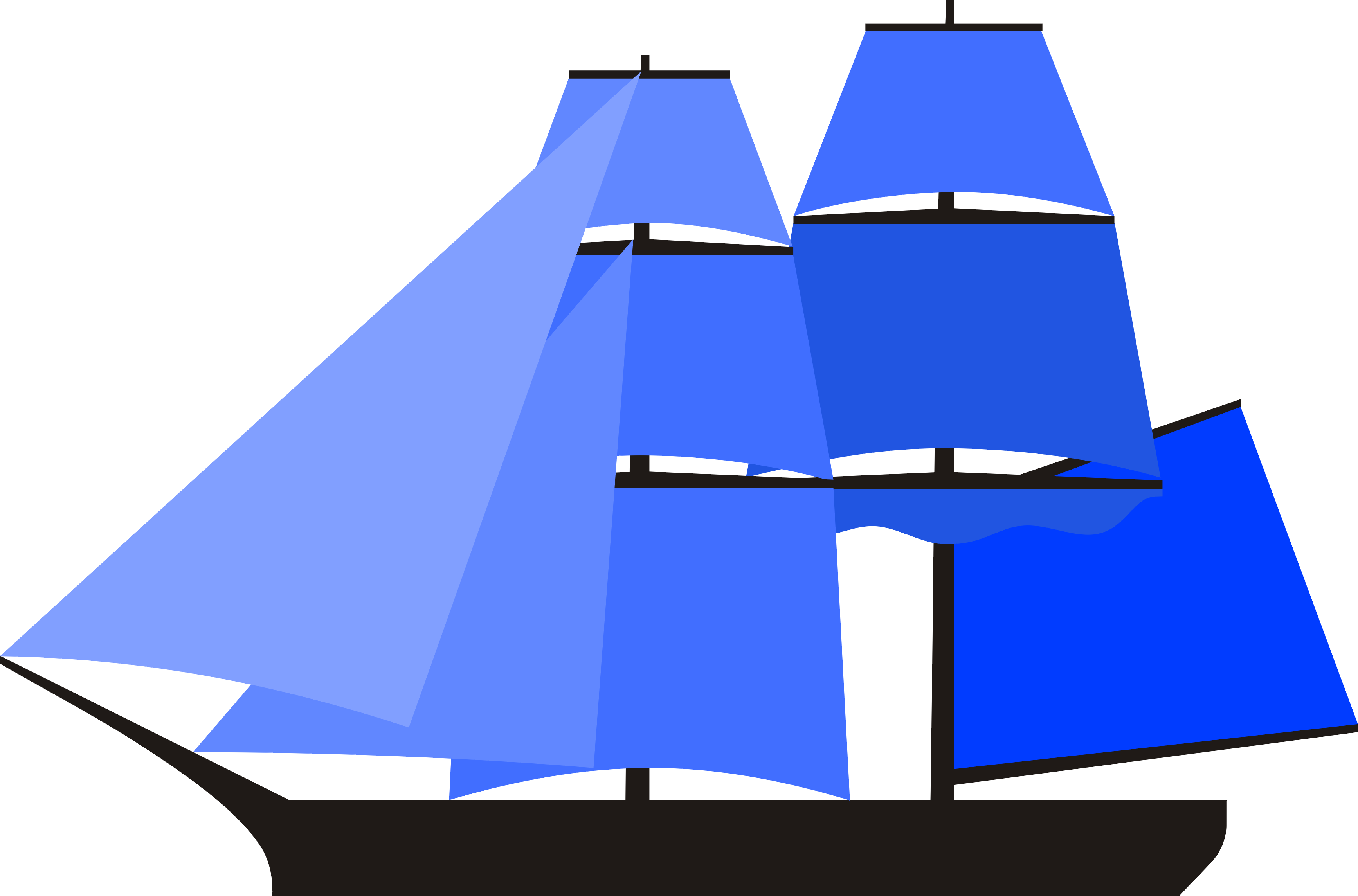
Brigue
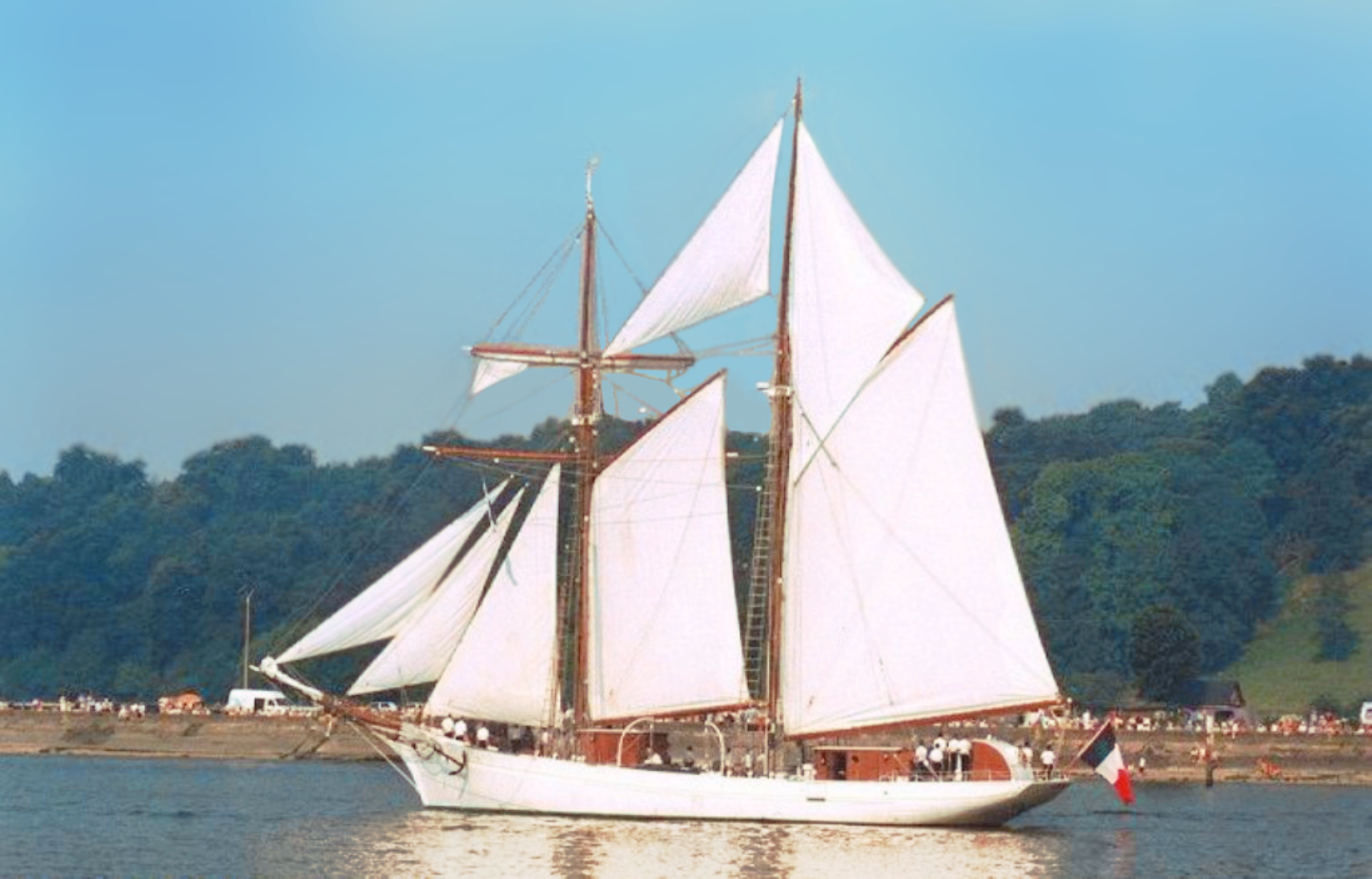
Escuna
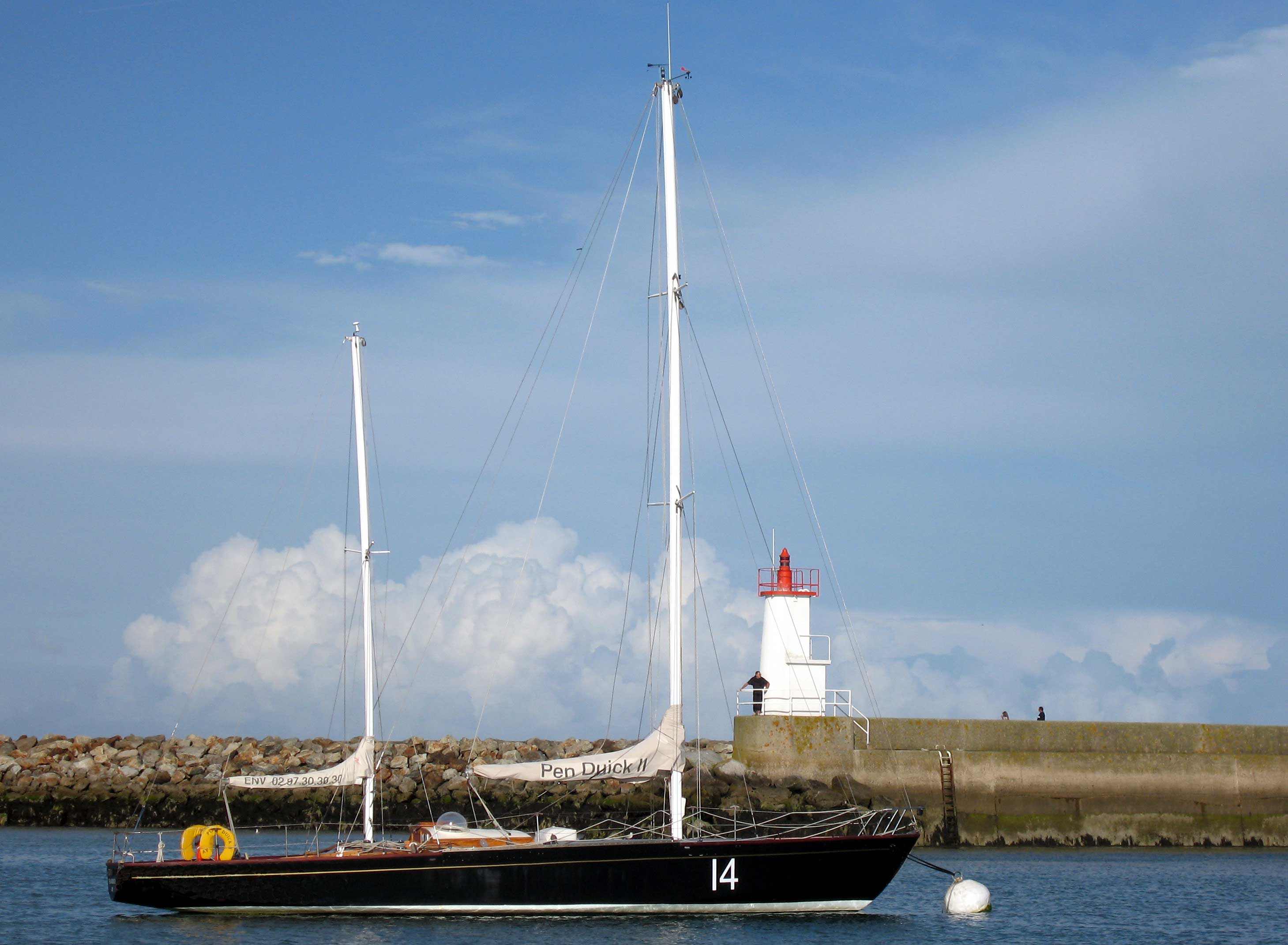
Le Ketch Pen DuickII de Éric Tabarly

### Três mastros
É neste tipo de embarcação que se encontra a maior variedade de velas já que os célebres Clippers do Século XIX eram três mastros. Em função do género de velas pode-se citar os :
- Três Mastros Quadrado (Square-Rigged, En) - cujos mastros são equipados de velas quadradas, como o  Christian Radich (galeria)
- Três Mastros Barca (Barque, En) - onde o mastro de mezena está armado com uma vela quadrada não simétrica como o  Sagres II ou o barco francês Belem (galeria)
- Três Mastros Escuna  (Barquentine, En) - onde o o mastro de mezena, que é o mais alto, está armado com velas quadradas e os outros com velas latinas como o  Mercator (galeria)

#### Galeria de Três Mastros

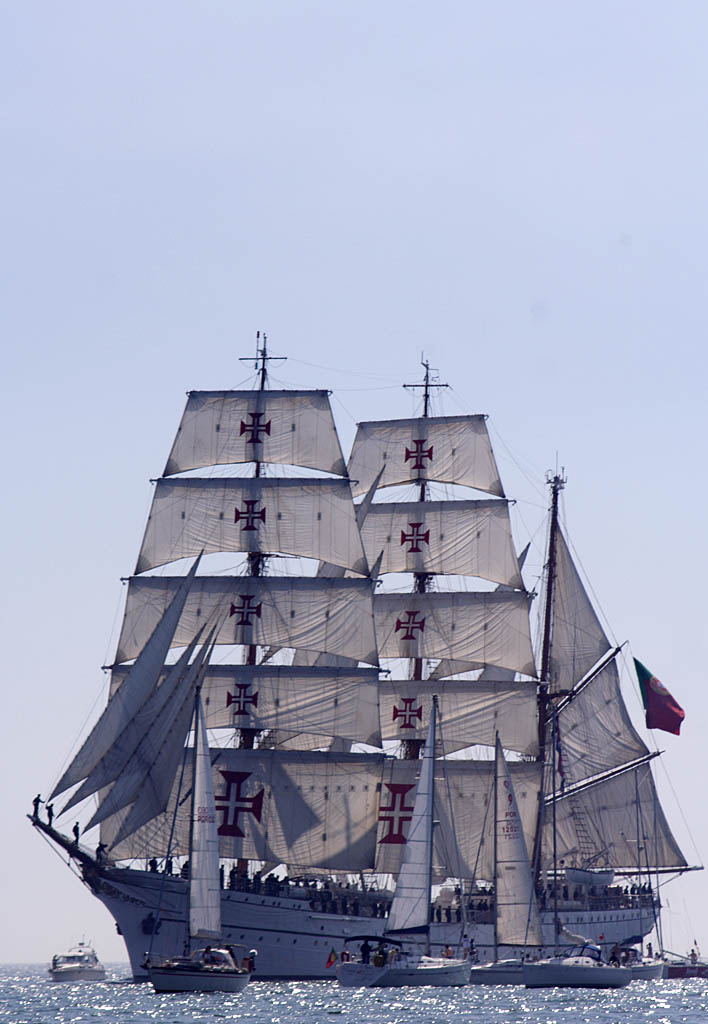
Sagres II - Três Mastros Barca
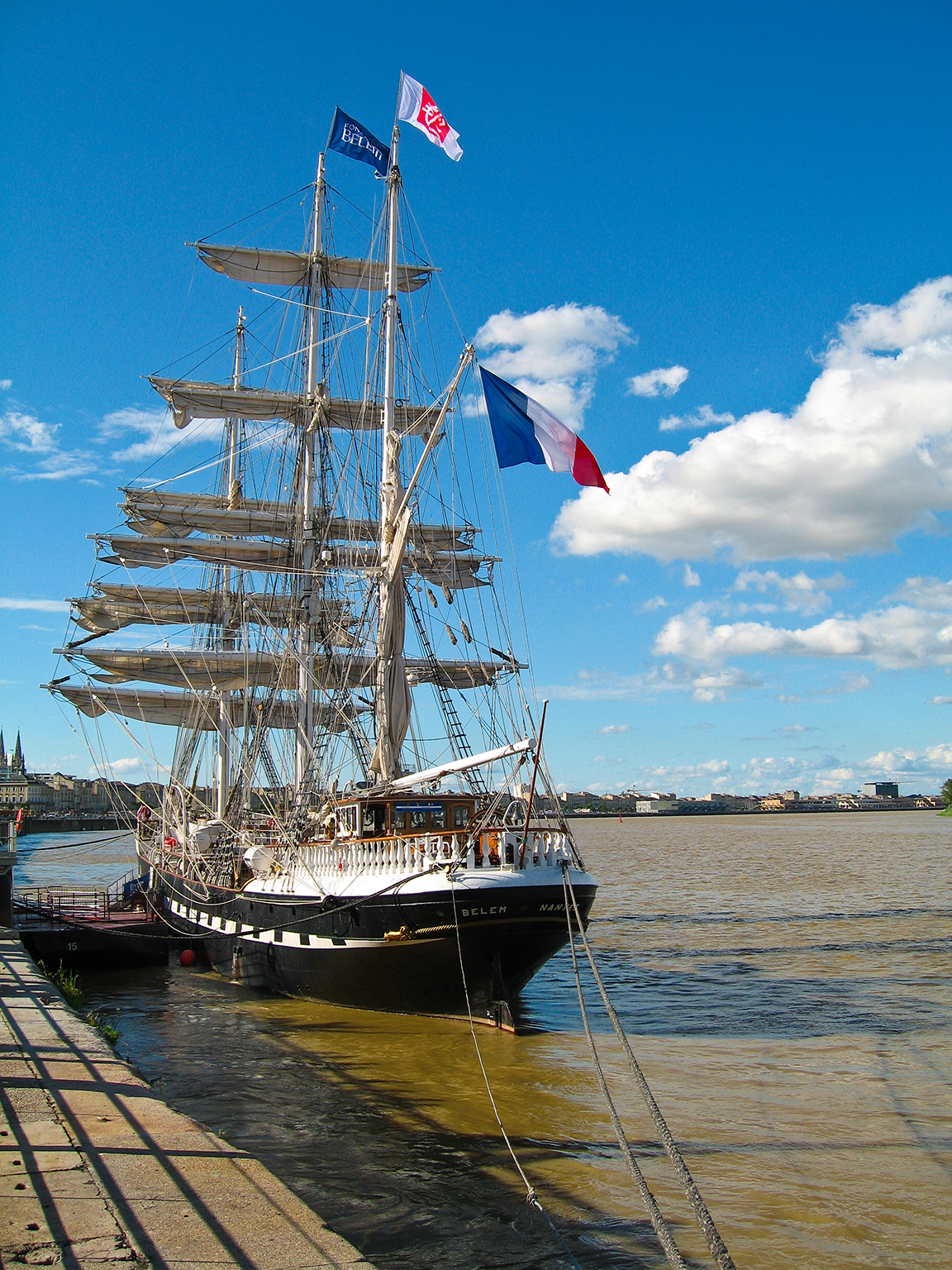
Belem (Fr) - Três Mastros Barca
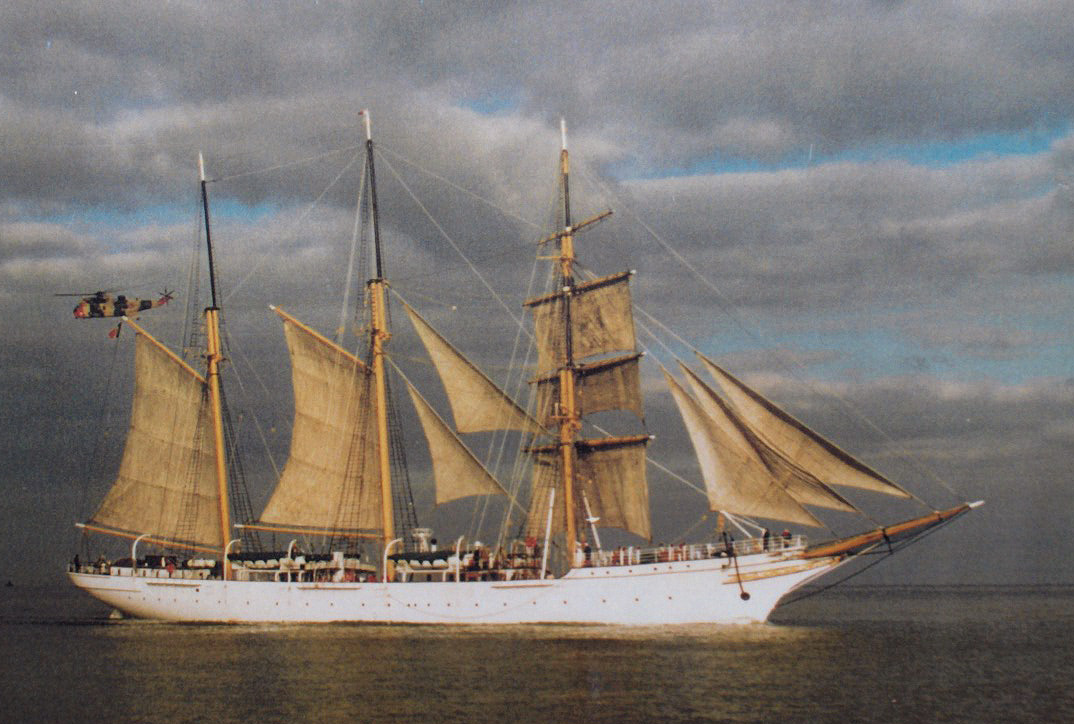
Mercator - Três Mastros Escuna
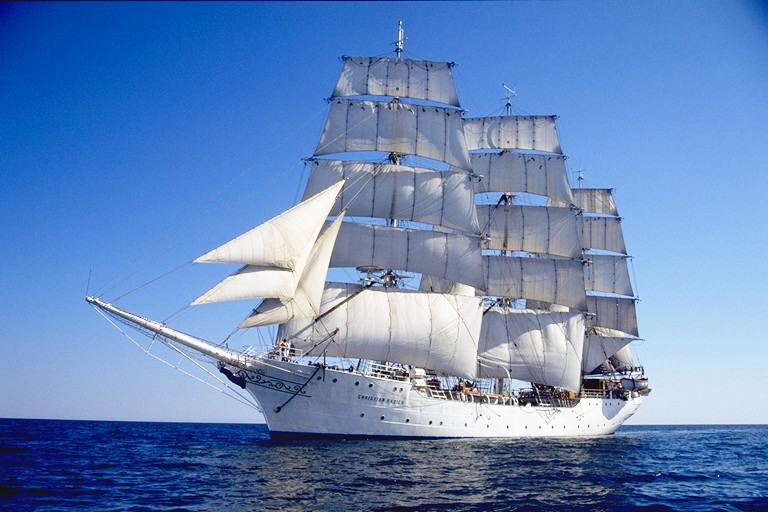
Christian Radich - Três Mastros Quadrado

#### Quatro mastros

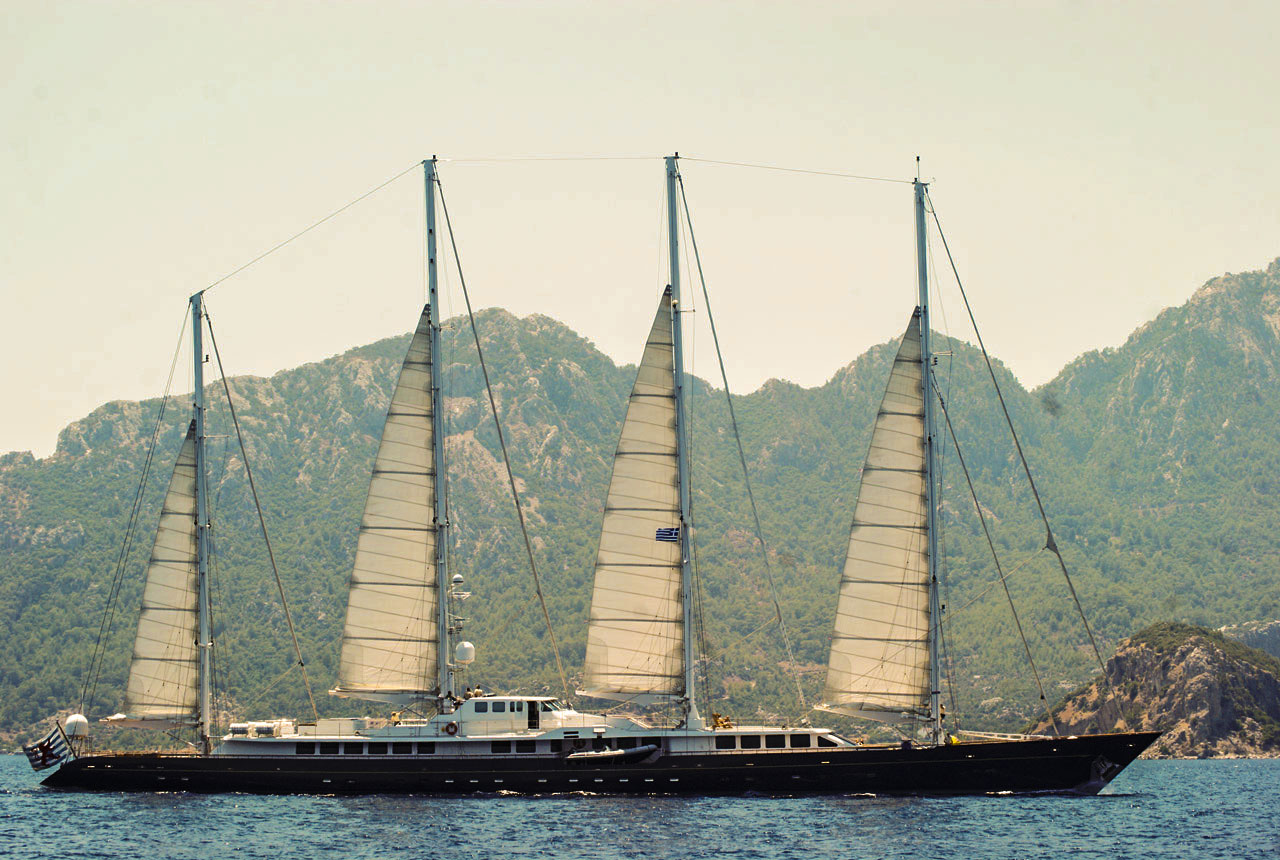
O  Clube Mediterrâneo de Alain Colas